# Gunnar Täckholm
Gunnar Vilhelm Täckholm, född den 2 februari 1891 i Adolf Fredriks församling, Stockholm, död den 24 januari 1933 i Kungsholms församling, Stockholm, var en svensk botaniker. Han var gift med Vivi Täckholm.

## Biografi
Täckholm blev filosofie doktor och docent vid Stockholms högskola 1922. Han var professor i botanik vid universitetet i Kairo 1925–1929 och lektor vid Kungsholmens läroverk i Stockholm från 1931. Täckholm är begravd på Sandsborgskyrkogården i Stockholm.
Auktorsnamnet G.Täckh. kan användas för Gunnar Täckholm i samband med ett vetenskapligt namn inom botaniken; se Wikipediaartiklar som länkar till auktorsnamnet.